# Saint-Didier-en-Bresse
Saint-Didier-en-Bresse ist eine französische Gemeinde mit 183 Einwohnern (Stand: 1. Januar 2022) im Département Saône-et-Loire in der Region Bourgogne-Franche-Comté. Sie gehört zum Arrondissement Chalon-sur-Saône und zum Kanton Gergy. 

## Geographie
Saint-Didier-en-Bresse liegt etwa 19 Kilometer nordöstlich von Chalon-sur-Saône in der Naturlandschaft Bresse. An der westlichen Gemeindegrenze verläuft der Fluss Cosne d’Épinossous. Umgeben wird Saint-Didier-en-Bresse von den Nachbargemeinden Toutenant im Norden, Saint-Bonnet-en-Bresse im Osten, La Racineuse im Südosten, Serrigny-en-Bresse im Süden, Saint-Martin-en-Bresse im Süden und Südwesten sowie Verdun-Ciel im Westen und Nordwesten.

## Bevölkerungsentwicklung
| Jahr                       | 1962 | 1968 | 1975 | 1982 | 1990 | 1999 | 2006 | 2018 |
| Einwohner                  | 174  | 153  | 129  | 160  | 158  | 154  | 162  | 193  |
| Quellen: Cassini und INSEE |      |      |      |      |      |      |      |      |

## Sehenswürdigkeiten

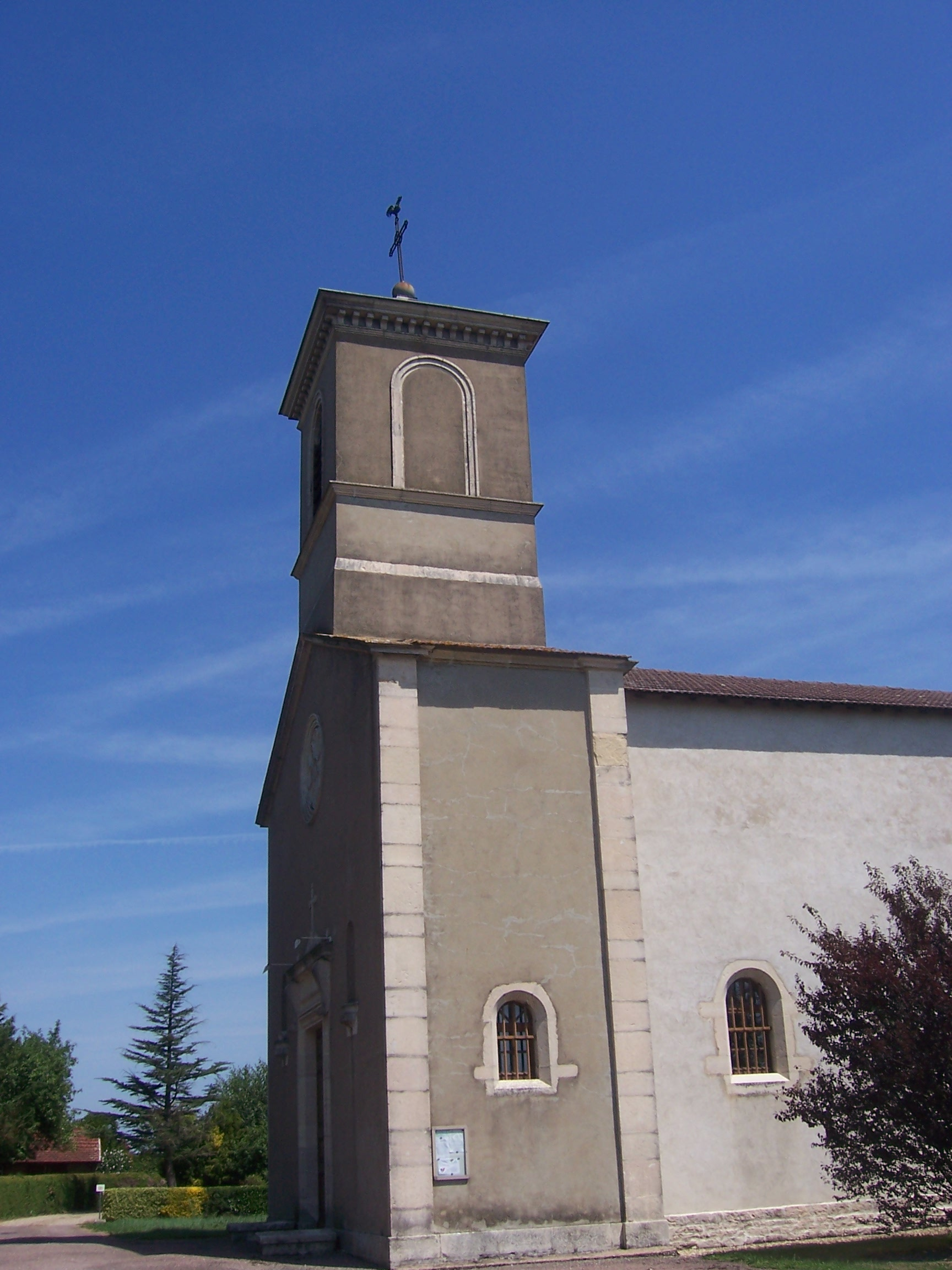
Kirche Saint-Didier

- Kirche Saint-Didier